# V856 Scorpii
V856 Scorpii (V856 Sco / HD 144668 / HR 5999) es una estrella variable en la constelación del Escorpión de magnitud aparente +6,98. Se encuentra en la parte central de la nebulosa oscura Lupus 3 a 678 años luz del sistema solar.
Comparte movimiento propio con HR 6000, visualmente a 45 segundos de arco. Asimismo, V856 Scorpii tiene una compañera visual cercana a 1,4 segundos de arco, denominada Rossiter 3930, posiblemente una estrella T Tauri; si está físicamente relacionada con V856 Scorpii, la separación real entre ambas estrellas es de al menos 300 UA.
De tipo espectral A7IVe, V856 Scorpii es una de las estrellas Herbig Ae/Be mejor estudiadas. Estas son estrellas pre-secuencia principal de masa comprendida entre 2 y 8 masas solares con una rápida variabilidad. V856 Scorpii tiene una masa de 3 - 4 masas solares y llegará a la secuencia principal como una estrella de tipo B medio. Muestra una elevada velocidad de rotación de 204 km/s.
La distribución de energía en el espectro de V856 Scorpii muestra un exceso de radiación en el infrarrojo a longitudes de onda mayores de 1 μm, detectado por el satélite IRAS a 12, 25 y 60 μm.
La emisión en el infrarrojo lejano sugiere que el material circunestelar -origen del exceso en el infrarrojo- tiene una masa de 0,006 masas solares.
En él existen granos de silicatos relativamente grandes, de un tamaño igual o mayor a 1 μm.
Se piensa que este material forma un disco de acrecimiento plano ópticamente espeso con un radio exterior de ~ 2,6 UA. El tamaño de este disco es muy inferior al que teóricamente cabría esperar, lo que puede explicarse por la presencia de Rossiter 3930, si bien la amplia separación entre ambas estrellas requiriría una órbita extremadamente excéntrica. Otra posible explicación es la existencia de una compañera más cercana aún no detectada.